# Julien Mette
Julien Mette, né le 28 décembre 1981 à Bordeaux, est un entraîneur français de football, ancien sélectionneur de l'équipe de Djibouti.

## Biographie
Il commence sa carrière d'éducateur de jeunes dans le club de FC St André de Cubzac en 2002 , puis devient éducateur u15 et directeur de la section sportive du Libourne Football Association 2024  alors en Ligue 2. 
Il est nommé sélectionneur de l'équipe de Djibouti en mars 2019, après plusieurs expériences au Congo, avec le Tongo FC (en) et l'AS Otohô.
Il qualifie l'équipe pour les groupes de qualification zone Afrique de la Coupe du Monde 2022 et obtient les meilleurs résultats de l'histoire de Djibouti : première victoire à l'extérieur, série d'invincibilité de sept matchs, plus large victoire (3-0 contre l'Ile Maurice), première fois que l'équipe marque trois buts à l'extérieur ...
Il est limogé de son poste de sélectionneur le 11 octobre 2021 à la suite des mauvais résultats de l'équipe.
En août 2022, il retrouve le banc de l'AS Otohô. 
Il remporte le titre de champion du Congo et atteint la finale de la Coupe du Congo.
Il bat le record d'invincibilité de l'histoire du championnat avec 21 matchs d'affilé sans défaite.
Il y disputera deux tours préliminaires de Ligue des Champions de la CAF.
En janvier 2024, Julien Mette quitte l'AS Otohô pour le club rwandais Rayon Sports FC qu'il remonte de la quatrième à la seconde place et devient vice-champion du Rwanda.
En juin 2024 il refuse de prolonger son contrat 

## Palmarès d'entraîneur
- Champion du Congo en 2023 avec l'AS Otohô